# Regiunea Central, Malawi
Regiunea Central este o diviziune de rangul 1, situată în centrală a statului Malawi, are o suprafață de 35.592 km2 și numără 4.814.321 locuitori (conform datelor din 2003). Reședința unității administrative este orașul Lilongwe, care îndeplinește și funcția de capitală a statului.
La rândul ei regiunea Southern cuprinde 9 districte:
- Dedza
- Dowa
- Kasungu
- Lilongwe
- Mchinji
- Nkhotakota
- Ntcheu
- Ntchisi
- Salima